# William Hole (clérigo)
William Hole, MA (1710–1791) foi Vigário de Bishops Nympton e foi arquidiácono de Barnstaple de 16 de março de 1745 a 26 de outubro de 1791.